# Distretto di Ağlı
Il distretto di Ağlı (in turco Ağlı ilçesi) è uno dei distretti della provincia di Kastamonu, in Turchia.